# Fabien Pinckaers
Fabien Pinckaers (1979) is een Belgische ondernemer en miljardair. Pinckaers is CEO en hoofdaandeelhouder van het door hem opgerichte bedrijf Odoo.

## Levensloop
Fabien, zoon van antiquair Michel Pinckaers, kreeg op 12-jarige leeftijd zijn eerste computer. Hij schreef zijn eerste managementsoftware voor een Brussels taxibedrijf, dat hij vervolgens verkocht.
Pinckaers studeerde civiele techniek en computerwetenschappen aan de UCLouvain en verkocht tijdens zijn studie antiek op online veilingen en vervolgens T-shirts per postorder.
In 2002 richtte hij, als student, het bedrijf TinyERP op, dat later zou worden omgedoopt tot OpenERP en uiteindelijk tot Odoo, gewijd aan de publicatie van ERP-software. Vervolgens wijdde hij zich er fulltime aan.
Tussen 2015 en 2017 verhuisde hij met zijn gezin naar San Francisco om de slecht presterende Amerikaanse dochteronderneming van Odoo te verzorgen, en keerde daarna terug naar België. Naarmate het succes kwam, werd hij soms "de Waalse Steve Jobs" genoemd.
Vanaf 2021 is Odoo het eerste Waalse bedrijf dat de eenhoornstatus bereikt. In 2022 wordt Odoo gewaardeerd op ruim 3 miljard euro.

## Publieke verklaringen
Fabien Pinckaers moedigt jonge studenten aan om te leren programmeren. Hij is van mening dat de Belgische Franstalige scholen van goede kwaliteit zijn, maar niet voldoende computerwetenschappers opleiden.
Volgens Pinckaers zijn "vakbonden anno 2018 verouderd".

## Persoonlijk
Fabien Pinckaers is getrouwd en heeft twee kinderen.

## Prijzen
- 2021: ICT-persoonlijkheid van het jaar, uitgereikt door het tijdschrift Data News.[2]
- 2020: Manager van het jaar, uitgereikt door het tijdschrift Trends-Tendances.[4]